# Рыжак, Николай Иванович
Николай Иванович Рыжак (род. 5 июля 1945, Хабаровск) — советский военный деятель, сотрудник КГБ СССР, российский офицер Федеральной службы Российской Федерации по контролю за оборотом наркотиков, политический деятель. Генерал-лейтенант полиции. Депутат Государственной Думы VII созыва, член фракции «Справедливая Россия», член комитета Госдумы по безопасности и противодействию коррупции, член счётной комиссии Госдумы, первый заместитель председателя комиссии Госдумы по вопросам контроля за достоверностью сведений о доходах, об имуществе и обязательствах имущественного характера, представляемых депутатами Государственной Думы, мандатным вопросам и вопросам депутатской этики. Профессор и действительный член Академии военных наук РФ.

## Биография
Родился в Хабаровске, детство провел в Германии, юность – в деревне на Украине. Мать была фельдшером в сельском медпункте, отец после увольнения из армии работал в милиции.
В 1962 году окончил школу с золотой медалью и поступил в Киевское высшее инженерное радиотехническое училище ПВО, которое окончил в 1968 году. В 1972 году окончил школу КГБ № 311 в Новосибирске по направлению «военная контрразведка». В 1986 году прошёл обучение в Высшей школе КГБ СССР им. Ф. Э. Дзержинского. В 1998 году в Академии управления МВД России защитил диссертацию на соискание учёной степени кандидата юридических наук. В 2000 году получил учёную степень доктора юридических наук защитив диссертацию в Российской академии государственной службы при президенте РФ.
С 1968 по 1970 год работал в Одесском высшем инженерном радиотехническом училище ПВО в должности начальника отделения лаборатории. После окончания школы КГБ в 1970 году служил в Особых отделах КГБ (ОО КГБ) в Одесском военном округе: в учебной дивизии в Николаеве, с 1972 года – в 32-м армейском корпусе в Симферополе. Затем переведен в Группу советских войск в Германии (ГСВГ). Служил в ОО КГБ по 5-й отдельной танковой бригаде 2-й танковой армии, с 1975 года – во 2-м отделе Управления ОО КГБ по ГСВГ, с 1977 года – начальник ОО КГБ по 5-й отдельной танковой бригаде, с марта 1979 года – начальник ОО КГБ по 85-й мотострелковой дивизии Сибирского военного округа, Новосибирск. Затем занимал должности заместителя начальника ОО КГБ по 10-й отдельной армии ПВО (1982 – 1985 гг.), начальника ОО КГБ по 10-й отдельной армии ПВО (1985 – 1986 гг.), заместителя начальника ОО КГБ по Белорусскому военному округу (1986 – 1989 гг.), заместителя начальника 3-го Главного управления КГБ СССР (январь 1989 – 25 сентября 1991 г.).
В конце 1991 г. уволен на пенсию в звании генерал-майора. С 1994 по 2000 год работал в Совете Федерации РФ в должности консультанта, затем работал начальником отдела аппарата полномочного представителя президента России в Северо-Западном федеральном округе. В 2003 году принимал участие в создании ФСКН, работал в должности начальника Департамента кадрового обеспечения. С 2005 по 2008 год являлся членом коллегии Федеральной службы Российской Федерации по контролю за оборотом наркотиков.
В сентябре 2016 года баллотировался в депутаты Госдумы по спискам политической партии «Справедливая Россия», на момент выдвижения работал в ФГУП «Бирюлевский экспериментальный завод» в должности советника, по итогам распределения мандатов избран депутатом Государственной Думы ФС РФ VII созыва.
Входит в группу Европейских Левых ПАСЕ.
В Государственной Думе входит в Комиссию Государственной Думы Федерального Собрания Российской Федерации по расследованию фактов вмешательства иностранных государств во внутренние дела России (заместитель председателя комиссии), Комиссию Государственной Думы по вопросам контроля за достоверностью сведений о доходах, об имуществе и обязательствах имущественного характера, представляемых депутатами Государственной Думы, мандатным вопросам и вопросам депутатской этики (Первый заместитель председателя комиссии), Счетную комиссию (член комиссии), Комитет по безопасности и противодействию коррупции (заместитель председателя комитета) .
В 2024 году стал доверенным лицом кандидата в президенты России Владимира Путина.

## Награды
- Орден Красной Звезды
- Нагрудный знак «Почетный сотрудник органов наркоконтроля»
- Двадцать медалей за выслугу лет и юбилейных медалей[10]
- Благодарность Правительства Российской Федерации (20 июля 2019 года) — за большой вклад в развитие российского парламентаризма и активную законотворческую деятельность[11]